# Miasta Saint Vincent i Grenadyn
Według danych oficjalnych pochodzących z 2013 roku Saint Vincent i Grenadyny posiadały ponad 10 miast o ludności przekraczającej 300 mieszkańców. Stolica kraju Kingstown jako jedyne miasto liczyło ponad 20 tys. mieszkańców; 1 miasto z ludnością 10÷20 tys. oraz reszta miast poniżej 10 tys. mieszkańców.

## Największe miasta na Saint Vincent i Grenadynach
Największe miasta na Saint Vincent i Grenadynach według liczebności mieszkańców (stan na 01.01.2013):
| L.p. | Miasto         | Parafia      | Liczba ludności |
| ---- | -------------- | ------------ | --------------- |
| 1.   | Kingstown      | Saint George | 24 518          |
| 2.   | Kingstown Park | Saint George | 17 994          |
| 3.   | Georgetown     | Charlotte    | 1 680           |
| 4.   | Byera Hill     | Charlotte    | 1 365           |
| 5.   | Biabou         | Charlotte    | 1 050           |
| 6.   | Port Elizabeth | Grenadyny    | 839             |
| 7.   | Chateaubelair  | Saint David  | 735             |
| 8.   | Dovers         | Grenadyny    | 525             |

## Alfabetyczna lista miast na Saint Vincent i Grenadynach
Spis miast Saint Vincent i Grenadyn według danych szacunkowych z 2013 roku:
- Barrouallie
- Biabou
- Byera Hill
- Calliaqua
- Chateaubelair
- Dovers
- Georgetown
- Hamilton
- Kingstown
- Layou
- Port Elizabeth